# サンドフード
サンドフード（学名：Pholisma sonorae）は、アリゾナ州ユマの西にあるソノラ砂漠の固有種である希少な顕花植物である。カリフォルニア州のユハ砂漠、モハヴェ砂漠、コロラド砂漠西部、ユマ砂漠南部でも限られたわずかな場所で確認されている。

## 外見
砂丘に生息する多年生植物で、肉質の茎は地表から深さ2mまで伸び、地上には円形または卵型の植物体が現れる。地上部分は、いくぶんキノコの形に似ている。寄生植物であり、エリオゴヌム、ブタクサ、ヒイラギギクや、Tiquilia plicata、Tiquilia palmeri等の砂漠環境で生きる様々な低木の根に寄生して栄養を得る。
サンドフード自体は従属栄養生物であり、クロロフィルを欠くため、灰色、白色、茶色に見える。表面に沿って、腺鱗のような葉を付け、宿主植物ではなく、葉の気孔から水分を得ていると考えられている。花は直径1cm程度で、花弁の色は桃色から紫色であり、白色で縁取られている。

## 利用
CocopahやHia C-eḍ等、砂漠に住むネイティブ・アメリカンの重要な食糧となっている。

## 保全状況
生息地である砂丘が開発により減少しているため希少である。